# Anta von Casaínhos

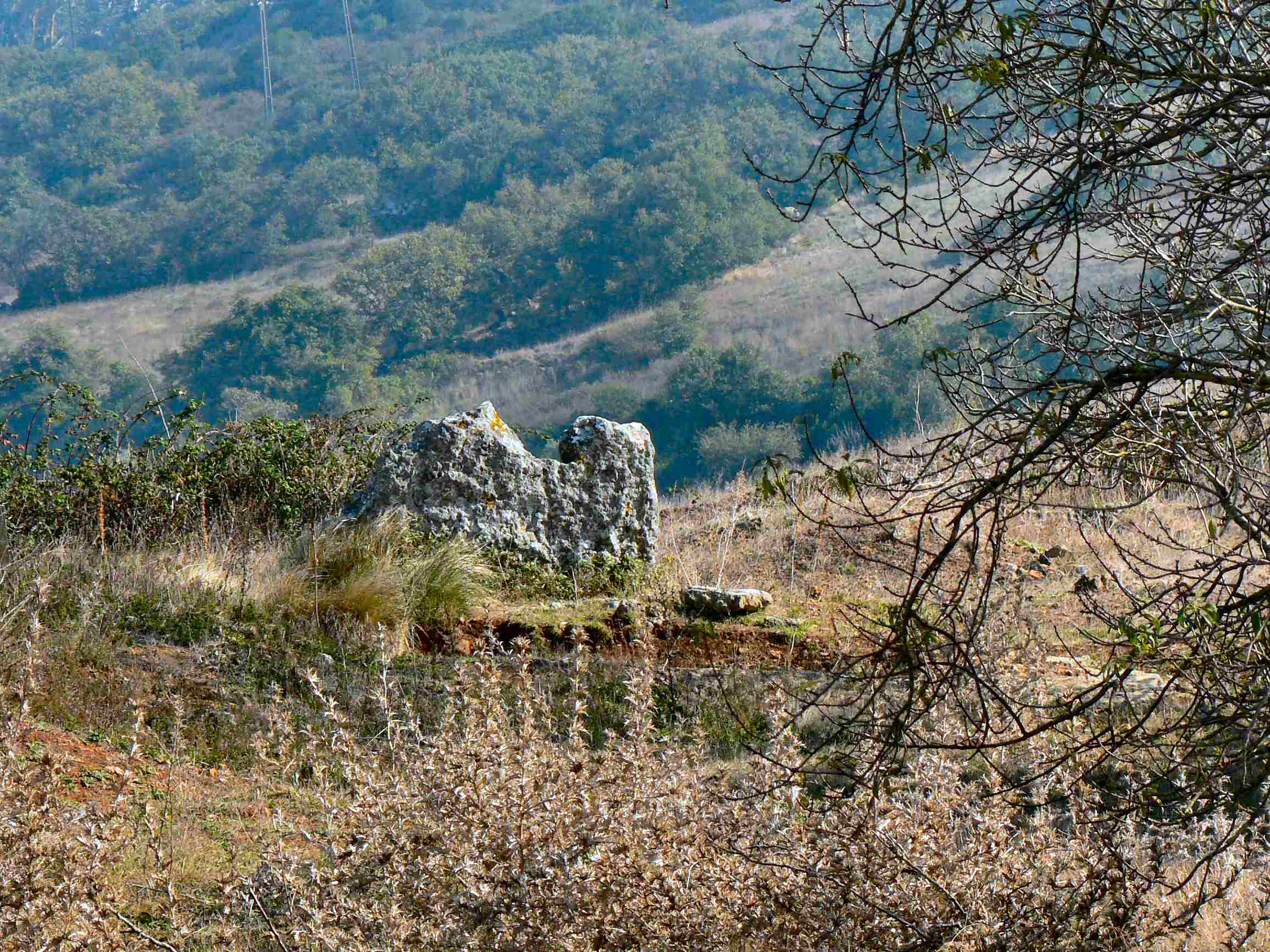
Anta von Casaínhos

Die Anta von Casaínhos (auch Monumento Megalítico de Casaínhos genannt) liegt am südlichen Ortsrand von Casaínhos, westlich von Fanhões, im Kreis Loures im Distrikt Lissabon in der Estremadura in Portugal.
Die Anta wurde 1961 untersucht und 1977 als Nationaldenkmal klassifiziert. Das Megalithmonument wurde in der Mitte des Chalkolithikums zu einer Zeit errichtet, in der sich eine bäuerliche Kultur in der Tradition des Spätneolithikums in den Dörfern der Estremadura konzentrierte. 
Die Anta hat eine polygonale Kammer, von der nur zwei Originalplatten aus porösem Kalkstein erhalten sind. Der Dolmen besaß einen Gang mit einer seltenen Seitennische.
Neben Knochenresten fand man eine Pfeilspitze und eine kleine Perlenkette aus Schiefer- und Kalksteinperlen zusammen mit den allgegenwärtigen Keramikfragmenten.

Anta von Casaínhos
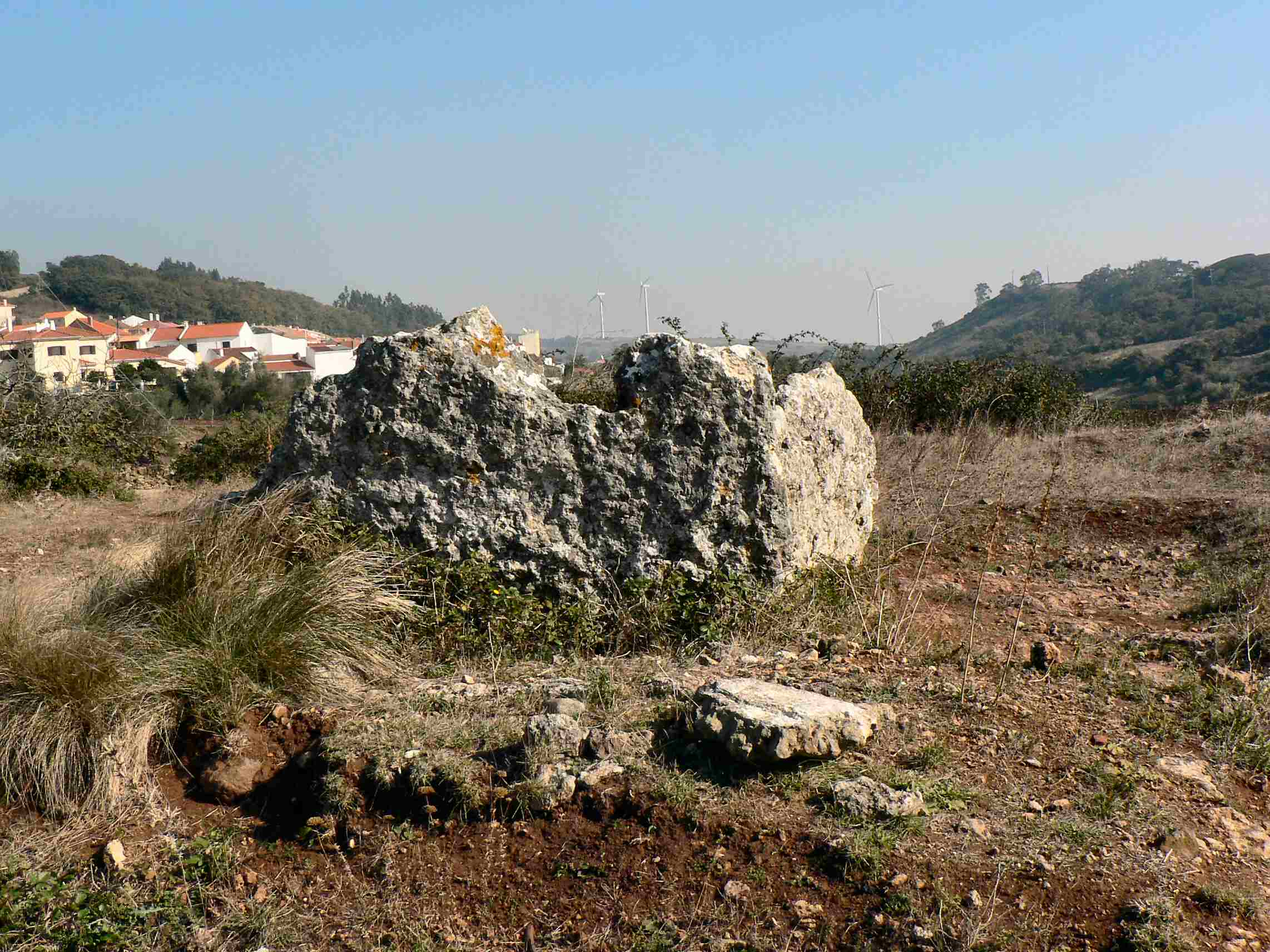
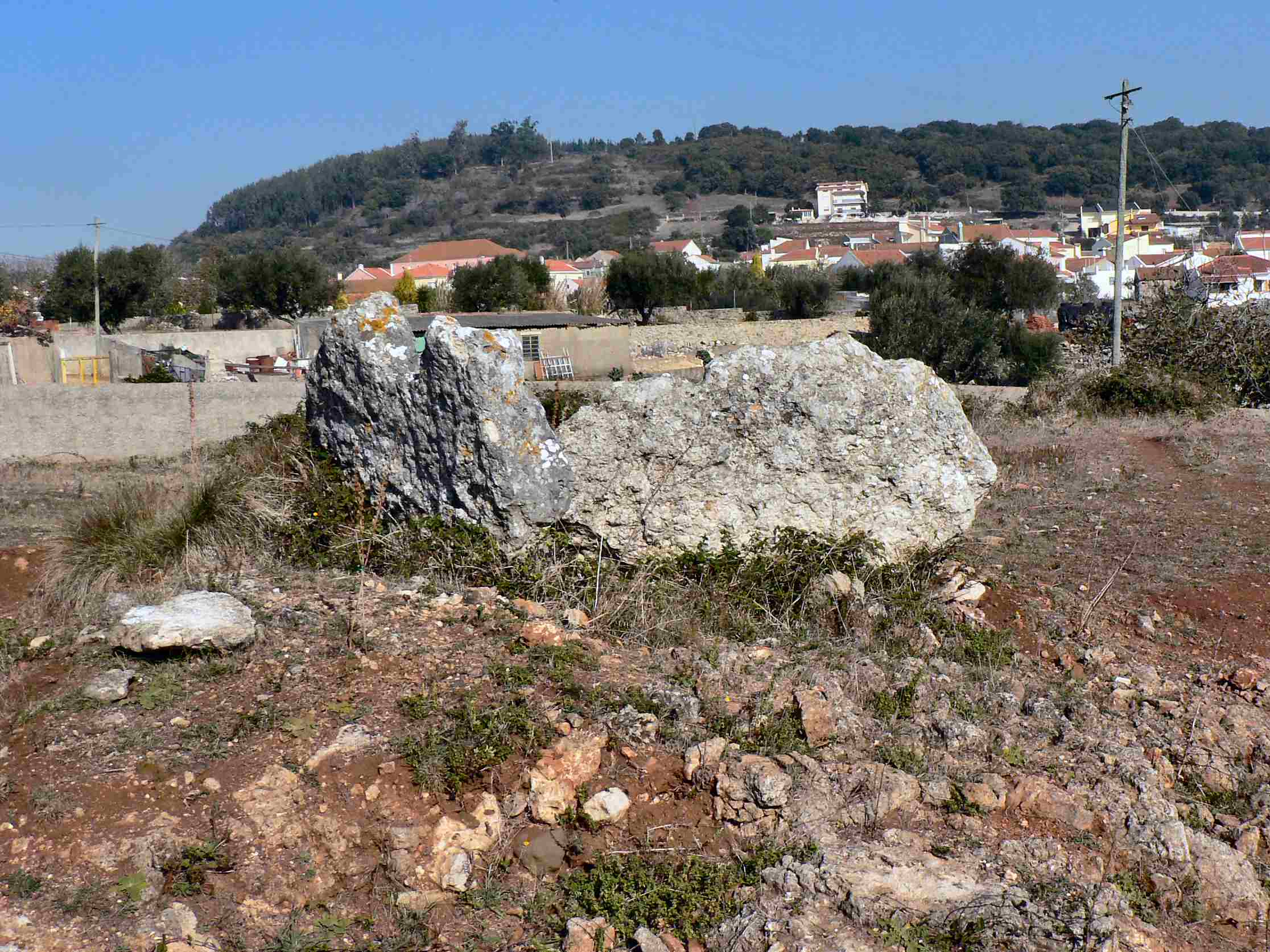
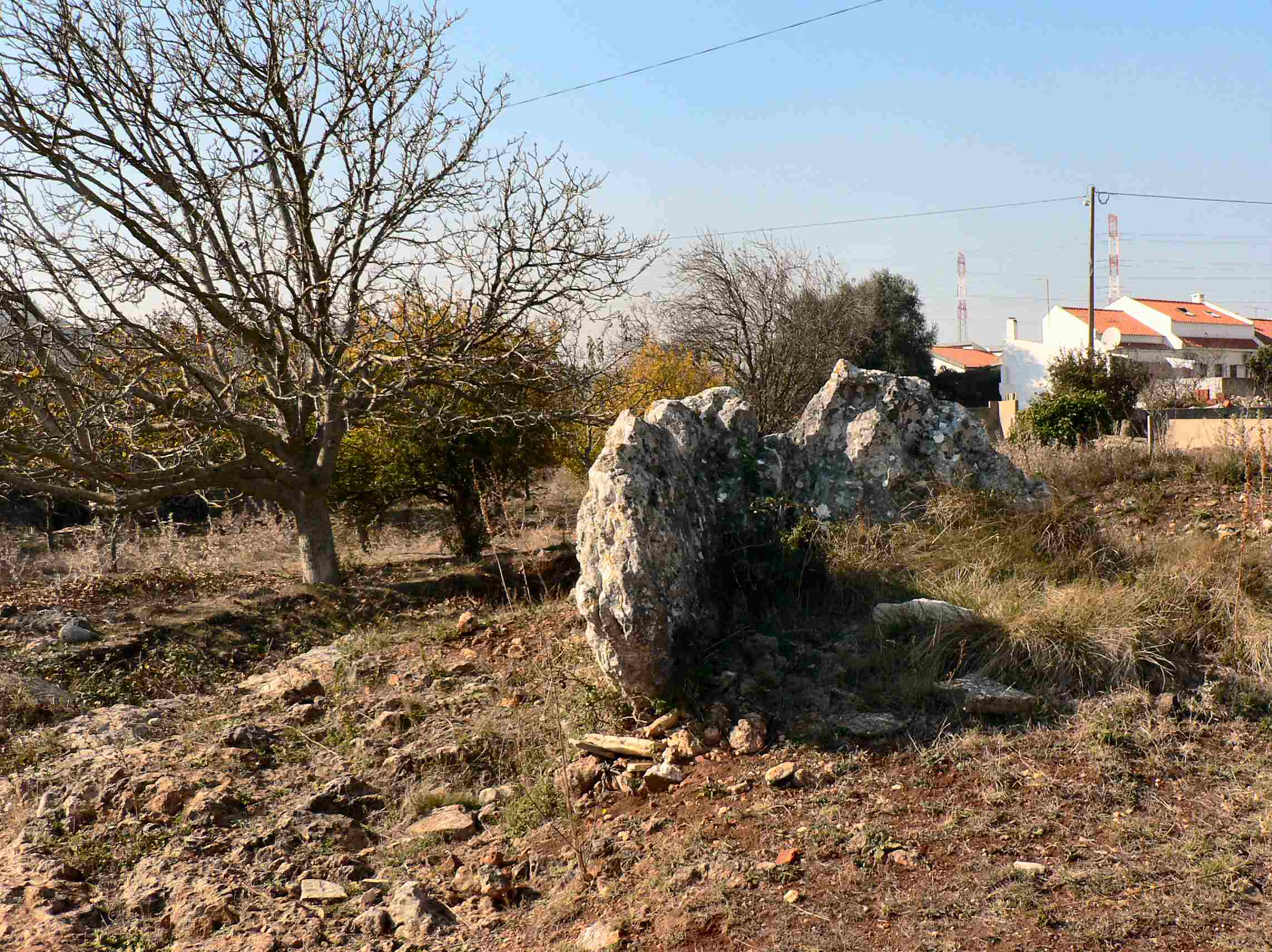